# سعدالسعود
سعدالسُعود یا بُنزه یا بتا دلو یک ستاره است که در صورت فلکی دلو قرار دارد.
نام این ستاره در فارسی میانه، بنزه است.
در لغتنامه دهخدا درباب یکی از ستاره های صورت فلکی دلو به اسن سعد بُلَع چنین آمده است :
سعد بلع:
دو ستاره است بر دست چپ آبریز ( صورت فلکی دلو ) و میانشان سومین است گویند این آن است که سعد او را فرو برد. (التفهیم ص 112). منزل بیست و سوم از منازل قمر و از آخر سعد ذابح است تا بیست و پنج درجه و چهل و دو دقیقه و پنجاه و یک ثانیه و نزد اهل احکام منزلی است ممتزج از سعادت و نحوست . یکی از منازل قمر است و آن از جمله سعود ده گانه است . (یادداشت مؤلف ).